# Богородчанська селищна рада
Богородча́нська се́лищна ра́да — адміністративно-територіальна одиниця та орган місцевого самоврядування в Богородчанському районі Івано-Франківської області. Адміністративний центр — селище міського типу Богородчани.

## Загальні відомості
- Територія ради: 12 км²
- Населення ради: 7847 осіб (станом на 2015 рік)[1]
- Територією ради протікає річка Бистриця Солотвинська

## Населені пункти
Селищній раді підпорядковані населені пункти:
- смт Богородчани

## Склад ради
Рада складається з 30 депутатів та голови.
- Голова ради: Клебан Богдан Зіновійович
- Секретар ради: Грицевич Любов Василівна

### Керівний склад попередніх скликань
| Прізвище, ім'я, по батькові | Основні відомості                                                | Дата обрання | Дата звільнення |
| --------------------------- | ---------------------------------------------------------------- | ------------ | --------------- |
| Клебан Богдан Зіновійович   | Селищний голова, 1952 року народження, освіта вища, безпартійний | 26.03.2006   | 31.10.2010      |
| Клебан Богдан Зіновійович   | Селищний голова, 1952 року народження, освіта вища, безпартійний | 31.10.2010   |                 |

Примітка: таблиця складена за даними сайту Верховної Ради України

### Депутати
За результатами місцевих виборів 2010 року депутатами ради стали:

#### За суб'єктами висування
| Суб'єкт висування                                   | Кількість обраних депутатів | %    |
| --------------------------------------------------- | --------------------------- | ---- |
| Самовисування                                       | 29                          | 96,7 |
| Політична партія Всеукраїнське об'єднання «Свобода» | 1                           | 3,3  |

#### За округами
| № округу                                            | Прізвище, ім'я, по батькові      | Дата визнання обраним | Освіта             | Партійна приналежність           | Відомості про обраного депутата                                                                                  |
| --------------------------------------------------- | -------------------------------- | --------------------- | ------------------ | -------------------------------- | --- |
| Політична партія Всеукраїнське об'єднання «Свобода» |                                  |                       |                    |                                  | |
| 1                                                   | Мартинюк Інга Остапівна          | 16.11.2010            | вища               | позапартійна                     | редакція газети «Слово народу», кореспондент                                                                     |
| Самовисування                                       |                                  |                       |                    |                                  | |
| 2                                                   | Бабій Світлана Степанівна        | 03.11.2010            | вища               | позапартійна                     | ДП «Богородчанинафтогаз», юрисконсульт                                                                           |
| 3                                                   | Приймак Володимир Васильович     | 03.11.2010            | середня спеціальна | позапартійний                    | Богородчанське лінійно-виробниче управління магістральних газопроводів, експедитор                               |
| 4                                                   | Сушайло Богдан Володимирович     | 03.11.2010            | вища               | член Української партії          | Богородчанська центральна районн алікарня, лікар                                                                 |
| 5                                                   | Михайлишин Микола Васильович     | 03.11.2010            | вища               | позапартійний                    | приватний адвокат                                                                                                |
| 6                                                   | Маланчук Петро Петрович          | 03.11.2010            | вища               | позапартійний                    | ПП «Імпекс- Бого ЛТД», директор                                                                                  |
| 7                                                   | Остапишин Василь Ярославович     | 03.11.2010            | незакінчена вища   | позапартійний                    | СК «Провідна», директор                                                                                          |
| 8                                                   | Поворозник Ігор Федорович        | 03.11.2010            | вища               | позапартійний                    | ПАТ «АКБ Львів», директор                                                                                        |
| 9                                                   | Матіос Олена Іванівна            | 03.11.2010            | вища               | позапартійна                     | Богородчанська селищна рада, заступник голови                                                                    |
| 10                                                  | Писклинець Надія Михайлівна      | 03.11.2010            | вища               | позапартійна                     | Богородчанська загальноосвітня школа № 1, вчитель                                                                |
| 11                                                  | Поворозник Олег Федорович        | 03.11.2010            | вища               | позапартійний                    | приватний підприємець                                                                                            |
| 12                                                  | Грицевич Любов Василівна         | 03.11.2010            | вища               | позапартійна                     | Богородчанська селищна рада, бухгалтер                                                                           |
| 13                                                  | Цьомко Світлана Олександрівна    | 03.11.2010            | вища               | позапартійна                     | Горохолинська загальноосвітня школа, вчитель                                                                     |
| 14                                                  | Дутковський Василь Володимирович | 03.11.2010            | вища               | позапартійний                    | Богородчанська селищна рада, землевпорядник                                                                      |
| 15                                                  | Левчук Богдан Антонович          | 03.11.2010            | середня спеціальна | член Української Народної Партії | тимчасово не працює                                                                                              |
| 16                                                  | Крижанівський Леонід Романович   | 03.11.2010            | вища               | позапартійний                    | Богородчанська загальноосвітня школа № 1, вчитель                                                                |
| 17                                                  | Сікора Сергій Ярославович        | 03.11.2010            | вища               | позапартійний                    | ВРРМА Богородчанської РДА, головний спеціаліст                                                                   |
| 18                                                  | Дмитришин Іван Дмитрович         | 03.11.2010            | середня спеціальна | позапартійний                    | Прокуратура м. Івано-Франківськ, начальник відділу матеріально-технічно-го забезпечення                          |
| 19                                                  | Проць Ярослав Олегович           | 03.11.2010            | вища               | позапартійний                    | Богородчанські районні електро-мережі, оператор                                                                  |
| 20                                                  | Іваночко Іван Михайлович         | 03.11.2010            | вища               | член Української Народної Партії | Богородчанське лінійно-виробниче управління магістральних газопроводів, інженер-програміст                       |
| 21                                                  | Мельницький Ігор Олегович        | 03.11.2010            | вища               | позапартійний                    | Богородчанське лінійно-виробниче управління магістральних газопроводів, машиніст компресорів                     |
| 22                                                  | Дерев'янко Василь Михайлович     | 03.11.2010            | вища               | позапартійний                    | Богородчанське лінійно-виробниче управління магістральних газопроводів, заст.начальника капітального будівництва |
| 23                                                  | Данилко Іван Ярославович         | 03.11.2010            | вища               | позапартійний                    | Богородчанське лінійно-виробниче управління магістральних газопроводів, інженер                                  |
| 24                                                  | Федорко Ірина Ярославівна        | 03.11.2010            | середня спеціальна | позапартійна                     | Богородчанське лінійно-виробниче управління магістральних газопроводів, провідний інженер з підготов-ки кадрів   |
| 25                                                  | Роспопа Роман Федорович          | 03.11.2010            | середня спеціальна | позапартійний                    | Богородчанське лінійно-виробниче управління магістральних газопроводів, машиніст                                 |
| 26                                                  | В'ялова Ганна Михайлівна         | 03.11.2010            | середня спеціальна | позапартійна                     | Богородчанське лінійно-виробниче управління магістральних газопроводів, секретар                                 |
| 27                                                  | Пучко Людмила Василівна          | 03.11.2010            | вища               | позапартійна                     | ДП «Теплокомуненерго», бухгалтер                                                                                 |
| 28                                                  | Онкалюк Ігор Іванович            | 03.11.2010            | вища               | позапартійний                    | районний відділ освіти, головний спеціаліст                                                                      |
| 29                                                  | Поворозник Назарій Миколайович   | 03.11.2010            | вища               | позапартійний                    | відділ у справах сім*ї та молоді Богородчанської РДА, спеціаліст                                                 |
| 30                                                  | Поворозник Микола Степанович     | 03.11.2010            | середня спеціальна | позапартійний                    | приватний підприємець                                                                                            |